# Acanthocephaloides distinctus
Acanthocephaloides distinctus is een soort haakworm uit het geslacht Acanthocephaloides. De worm behoort tot de familie Arhythmacanthidae. Acanthocephaloides distinctus werd in 1932 beschreven door Anton Meyer.